# Văn hóa Séc
Văn hóa Séc đã được định hình bởi vị trí địa lý của đất nước Séc nằm ở trung tâm châu Âu. Những ảnh hưởng từ các nước láng tiếng, những thay đổi về mặt chính trị và xã hội, thời chiến và thời bình đều để lại những dấu ấn trong nền văn hóa Séc. Praha sở hữu vị thế là một trung tâm văn hóa của châu Âu, trải qua nhiều thăng trầm trong suốt lịch sử, nhưng văn hóa Séc vẫn mang nét rất riêng cho đến ngày nay
Có 14 địa danh văn hóa được liệt là Di sản thế giới bởi UNESCO, 6 nhân vật người Séc đã từng được trao giải Nobel, bên cạnh đó là 173 người khác được đề cử cho giải thưởng này.

## Kiến trúc

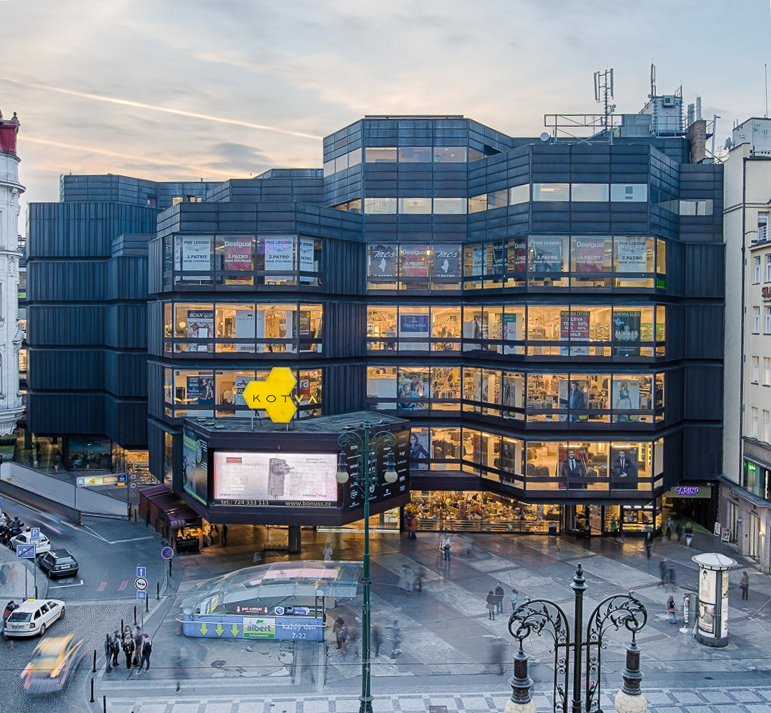
Kotva Department Store – một ví dụ điển hình của Kiến trúc Tàn bạo của Séc (xây dựng 1970-1975)

Cộng hòa Séc là quê hương của nhiều công trình kiến trúc và các kiến trúc sư nổi tiếng. Tác phẩm của Peter Parler đóng góp cho nền gothic Praha, tác phẩm hậu gothic của Benedikt Rejt, các tác phẩm baroque về cha và con của Dietzenhofers, phong cách baroque độc nhất vô nhị của Santini, các địa danh theo trường phát Tân nghệ thuật của Fanta và Polívka ở đầu thế kỉ 20 của Praha, những tác phẩm theo chủ nghĩa lập thế của Gočár và Janák nhằm tạo ra một bản sắc dân tộc riêng biệt cho Cộng hòa Tiệp Khắc – tất cả chúng đều là những ví dụ tuyệt vời về truyền thống kiến trúc phong phú của đất nước Séc. Sảnh đường Tiệp Khắc đã được trao giải sảnh đường đẹp nhất tại hội chợ Expo Thế giới 1958 ở Brussels, qua đó có được cái tên phong cách Brussels cho lối kiến trúc của Séc những năm ấy. Jan Kaplický là vị kiến trúc sư hậu hiện đại nổi tiếng, đặc biệt là tác giả những tác phẩm tại Anh Quốc và một trong những vị kiến trúc sư hiện đại nổi tiếng nhất của Séc Eva Jiřičná, chủ nhân giải Jane Drew vào năm 2013.

## Điện ảnh

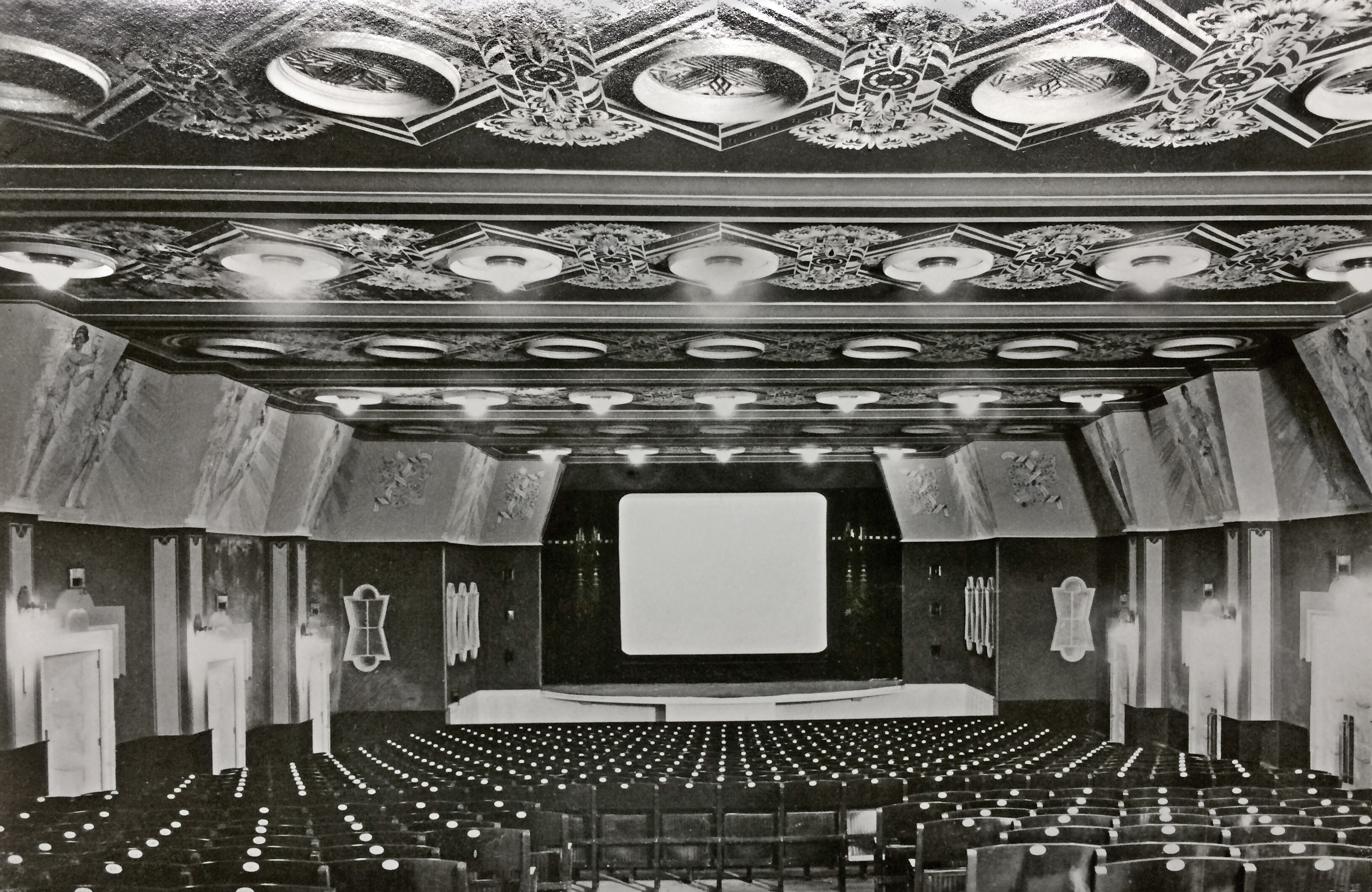
Rạp phim Ořechovka được xây dựng theo trường phái Art Deco vào năm 1920.

Lịch sử điện ảnh Cộng hòa Séc khởi đầu với Jan Kříženecký, nhà quay phim tiên phong thời sơ khai từ cuối thế kỉ 19. Xưởng phim điện ảnh lớn đầu tiên Barrandov Studios được thành lập bởi Miloš Havel vào năm 1933. Otakar Vávra nằm trong số những đạo diễn nổi tiếng nhất trong lãnh thổ Tiệp Khắc từ cuối thập niên 1930 trở đi. Ở thập niên 1960 – nguyên nhân ra đời Mùa xuân Praha năm 1968 – trào lưu điện ảnh Làn sóng mới Tiệp Khắc nổi lên, dẫn đầu bởi các đạo diễn như Miloš Forman, Věra Chytilová và Jiří Menzel. Miloš Forman đã tìm cách chạy trốn trước khi Tiệp Khắc bị xâm lược vào năm 1968 và tiếp tục sự nghiệp tại đất Mỹ, nơi ông được ca tụng hết lời và giành hai giải Oscar cho đạo diễn xuất sắc nhất cho hai bộ phim Bay trên tổ chim cúc cu (1975) và Amadeus (1984). Jiří Menzel là một nhân vật khác từng đoạt giải Oscar, cụ thể là Giải Oscar cho phim ngoại ngữ hay nhất năm 1967 cho bộ phim dài đầu tiên của ông, Closely Watched Trains. Một đạo diễn đương đại khác, Jan Svěrák cũng từng giành giải Oscar cho phim ngoại ngữ hay nhất với tác phẩm chính kịch Kolya vào năm 1996.
Cộng hòa Séc còn có truyền thống làm phim điện ảnh hoạt hình lâu đời. Nhà làm phim hoạt hình có lẽ nổi danh nhất là Jiří Trnka – hoạt động từ thập niên 1940 đến thập niên 1960 – được ghi nhận đặc biệt với các bộ phim múa rối stop motion.

## Âm nhạc
Một trong những nhà soạn nhạc nổi danh đầu tiên thời baroque là Adam Václav Michna của Otradovice, sống tại Jindřichův Hradec ở thế kỉ 17. Ông là tác giả bài hát Giáng Sinh lâu đời nhất của Séc là Chtíc, aby spal. Tên tuổi lớn nhất trong các nhà soạn nhạc của Séc ở thế kỉ 18 có lẽ là Jan Dismas Zelenka, nguyên giám đốc của nhà hát Dresden Hofkapelle nổi tiếng. Ông còn là nguồn cảm hứng lớn cho Bedřich Smetana - người thường được xem là một trong nhà soạn nhạc cổ điển giàu ảnh hưởng nhất của Séc ở thế kỉ 19, bên cạnh hai cái tên Antonín Dvořák và Leoš Janáček. Trong ba vị này, người nổi tiếng nhất với khán giả quốc tế là Antonín Dvořák, đặc biệt được đón nhận nồng nhiệt ở Anh Quốc và có ba năm ở Mỹ làm giám đốc Nhạc viện Quốc gia ở thành phố New York. New World Symphony của Dvořák trở thành "mộ trong những bản nhạc nổi tiếng nhất mọi thời đại" theo lời Clapham. Thời kỳ Bohemia thế kỉ 19 cũng là cái nôi của điệu mùa dân gian Polka nổi tiếng. Trong số các nhạc sĩ người Séc ở thế kỉ 20, Karel Gott là người nổi bật hơn cả, có tới 42 lần là quán quân của Họa mi vàng cho nam ca sĩ hát hay nhất. Ông là một trong số ít các nhạc sĩ được phép biểu diễn ở Western Bloc trong thời kỳ Chiến tranh Lạnh, nổi tiếng với biệt danh "Giọng hát vàng của Praha".